# Heterothele ogbunikia
Heterothele ogbunikia är en spindelart som beskrevs av Smith 1990. Heterothele ogbunikia ingår i släktet Heterothele och familjen fågelspindlar.
Artens utbredningsområde är Nigeria. Inga underarter finns listade i Catalogue of Life.